# عضلة مقربة قصيرة

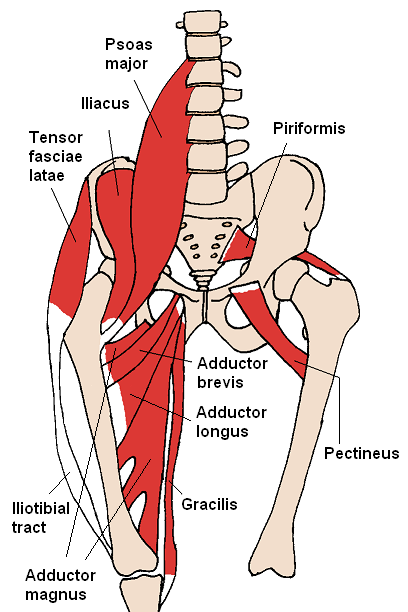
العَضلة المُقربة القَصيرة

العَضَلَة المُقرِبة القَصيرة (باللاتينية: Musculus adductor brevis) هي عضلة من عَضلات الطَرف السُفلي لِجسم الإنسان .

## المَنشأ
تَنشأ العَضلة من الجُزء الخارِجي ومن الفِرع السُفلي لِعَظم العانة.

## المَغرس
تَنغرس هذهـ العَضلة في الخَط الخَشن الفَخذي.

## العَصب
يَتصل بِها العَصب السدادي.

## الحَركة
تَعمل بِشكل أَساسي على الدوران الجانِبي وثَني وَتقريب الفَخذ.

## المَراجع
1. Lower Limb Anatomy Part IIB , Alexandria University Faculty of Medicine ,1st year, page.51